# Hypohalogenite

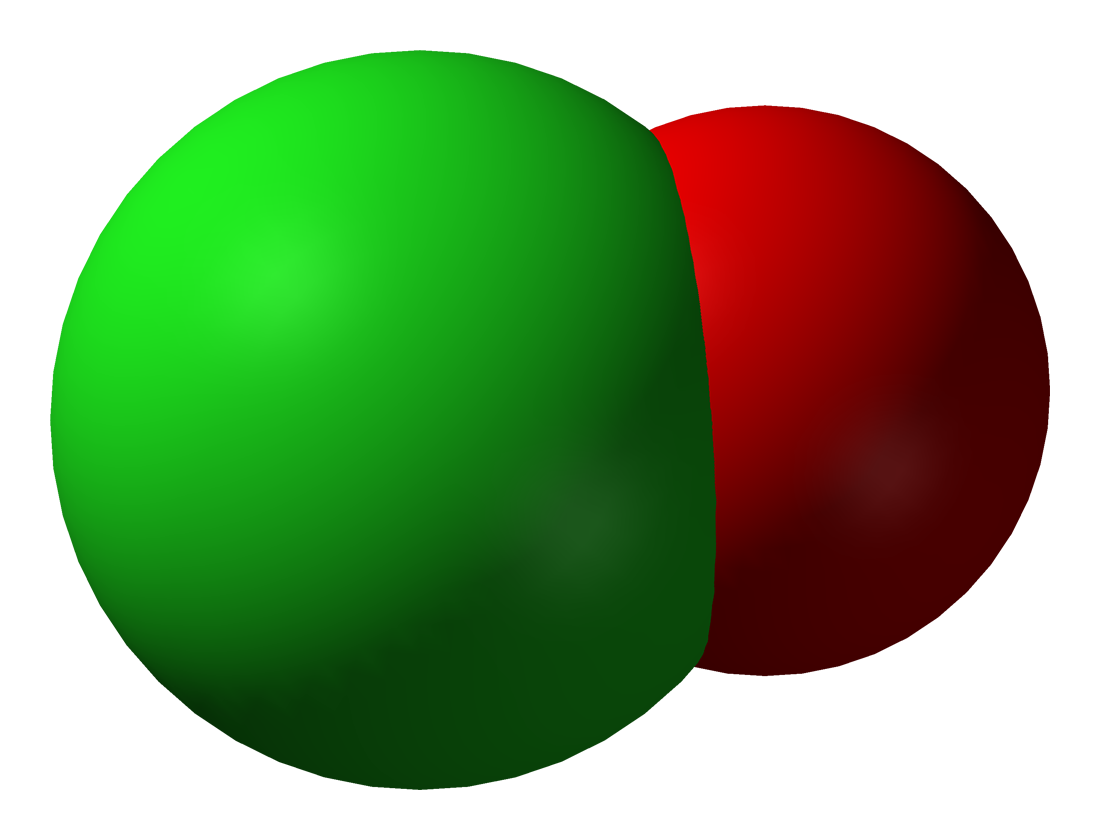
Hypochlorit-Anion (ClO^{−})

Hypohalogenite sind Salze der Hypohalogenigen Säuren (Hypochlorige Säure, Hypobromige Säure oder Hypoiodige Säure), wobei die Salze der Hypochlorigen Säure HClO (früher auch Unterchlorige Säure genannt) die größte praktische Bedeutung besitzen, zum Beispiel das Natriumhypochlorit oder das Kaliumhypochlorit. Diese Salze enthalten das Ion ClO−. Chlor liegt hierbei in der Oxidationsstufe +1 vor.
Analog enthalten die Salze der Hypobromigen Säure HBrO das Hypobromit-Ion BrO−. Brom liegt hierbei in der Oxidationsstufe +1 vor. Die Salze der Hypoiodigen Säure HIO enthalten das Hypoiodit-Ion IO−. Iod liegt hierbei ebenfalls in der Oxidationsstufe +1 vor.
Die organischen Hypochlorite R–OCl sind sehr instabil.

## Verwendung
Hypochlorite werden zum Bleichen und Desinfizieren verwendet, siehe auch Javelwasser („Eau de Javelle“, eine wässrige Lösung von Kaliumhypochlorit) und „Eau de Labarraque“ (wässrige Lösung von Natriumhypochlorit). Hypochlorit-Lösungen werden auch zum Desodorieren von Abwässern chemischer Produktionsprozesse benutzt.
Hypobromite werden in der quantitativen analytischen Chemie als Oxidationsmittel z. B. bei der Fällung von Mangan- und Nickelsalzen benutzt. Andere Hypohalogenite besitzen nur eine untergeordnete Bedeutung.